# Lochmaea
Lochmaea là một chi bọ cánh cứng trong họ Chrysomelidae.
Chi này được miêu tả khoa học năm 1883 bởi Weise.

## Các loài
Các loài trong chi này gồm:
- Lochmaea caprea (Linnaeus, 1758)
- Lochmaea crataegi (Forster, 1771)
- Lochmaea huanggangana (Yang & Wang in Yang, Wang & Wu, 1998)
- Lochmaea joliveti Cobos, 1955
- Lochmaea lesagei Kimoto, 1996
- Lochmaea limbata Pic, 1908
- Lochmaea maculata Kimoto, 1979
- Lochmaea nepalica Medvedev, 2005
- Lochmaea scutellata Chevrolat, 1840
- Lochmaea singalilaensis Takizawa, 1990
- Lochmaea smetanai Kimoto, 1996
- Lochmaea suturalis (Thomson, 1866)